# Laufer
Laufer je bio riječki rock sastav osnovan 1986. godine.
U svojoj glazbenoj karijeri objavljuju nekoliko singlova i dva studijska albuma. Sastav prestaje s radom 1996. godine kada 9. ožujka održavaju svoj posljednji koncert u Bjelovaru.

## Povijest sastava
Krajem 1985. godine Alen Liverić zajedno s Veselitom Mudrinićem osniva grupu kojoj je Liverić dao ime i bio njezin prvi vokal. U grupi su tada djelovali Danijel Benčik (klavijature), Boris Milaković (bas-gitara), Veselito Mudrinić (gitara), Đađa (bubnjevi) i Alen Liverić (vokal). Zajedno su u tom sastavu djelovali godinu dana. 1986. godine Liverić upisuje Akademiju dramske umjetnosti u Zagrebu i odlazi iz grupe.
Damir Urban prvo je 1984. godine osnovao sastav pod imenom La Bellona u kojemu je svirao bas-gitaru i pisao skladbe, a 1986. prelazi u Laufer. Urban je jedno kratko vrijeme u sastavu svirao bas, međutim ubrzo postaje prvi vokal umjesto Alena Liverića. Sastav je uz brojne promjene u postavi nastupao na mnogim koncertima od kojih su neki smotra Ri Rock, Gitarijada ZO Rijeka i festival omladine '88. u Subotici. Postava koja je ostvarila najveći uspjeh s Lauferom bila je u sastavu Damir Urban (vokal), Ljubo Silić (bas-gitara), jedno vrijeme član sastava Let 3, Alen Tibljaš (bubnjevi) i Vlado Simčić (ritam gitara) bivša ritam sekcija u sastavu En face.
Prve diskografske snimke imaju na kompilacijama i to na Ritam promjena sa skladbom "Iz mase", Le Desire s "Netko te promatra" i "Za sutra" i na kompilaciji The Best Of 237 na kojoj se nalazi njihova skladba "Ona zove se nebo". Nastupaju na gitarijadi ZO Rijeka '89. gdje osvajaju prvo mjesto. Nakon toga snimaju nagradni video spot za HTV Studio Rijeka, kojem je redatelj bio Edi Kraljić za skladbu "Ljubav je bol".
Materijal za prvi album snimaju 1990. godine u studiju Nenada Vilovića u Splitu. Producent je bio Dragan Lukić (Đavoli), ali album zbog raznih okolnosti nikad nije bio objavljen. Iz toga razdoblja jedina skladba koja je zabilježila uspjeh je "Moja voda".
Tijekom Domovinskog rata sudjeluju u više riječkih 'Band aidova', od koji su neki; Ri-val, "Rijeka mira" - Bedem ljubavi. U to vrijeme uspostavili su suradnju s izvršnim producentom Andrejom Štritofom koji im omogućuje brojne koncerte i televizijske nastupe u Sloveniji, a to je rezultiralo s objavljivanjem dva samostalna EP-a ("Lopov Jack", "Sve je laža", "Znam, znam", "Moja voda"), te jednim singlom, "Ljubav kao heroin" / "Dio tebe".
Svoj prvi studijski album objavljuju 1993. godine pod nazivom The Best Off... u nakladi slovenske izdvačke kuće 'Corona records'. Producent na materijalu bio je glazbenik i snimatelj Janez Križaj. Album je pomogao da se još bolje afirmiraju skladbe "Moja voda", "Svijet za nas" i "Lopov Jack", koje zauzimaju prva mjesta na top ljestvicama poput 'Hit depoa'. Sudjeluju na CD kompilaciji The Best of Indie Rock/Made in Croatia sa skladbom "Svijet za nas", a to im početkom 1994. godine osigurava daljnji medijski prodor (radio postaje) na hrvatskoj rock sceni. Promotivni nastup održali su u zagrebačkom klubu Kulušić, a također su nastupili dvije večeri za redom na rasprodanom koncertu u klubu 'Jabuka'.
Sredinom 1994. godine odlaze u studio i snimaju materijal za novi CD album pod nazivom Pustinje, koji izlazi krajem godine. Album odlično prolazi kod publike i glazbenih kritičara, a izdvojile su se skladbe "Hej tata", "Govorim u snu" i "Mjesečev rog". Produkciju su radili Janez Križaj i Predrag Trpkov. Za ovaj album sastav Laufer dobio je godišnju diskografsku nagradu Porin za najbolji rock album godine.
1995. godine objavljuju mini CD s četiri nove skladbe i s novim obradama "Govorim u snu" i "Mjesečev rog". Producent je zajedno s Lauferom bio Predrag Trpkov, a mastering je odradio Janez Križaj. Ostvaruju suradnju sa skupinom En Face, a članovi Laufera bubnjar Alen Tibljaš i gitarist Vlado Simčić, povremeno nastupaju s ostalim riječkim glazbenicima u okviru cover sastava 'Blagdan band' i 1996. godine objavljuju uživo CD Palach's Not Dead

### Raspad Laufera
Zbog nesuglasica među članovima sastava Laufer je 1996. godine prestao s radom. 9. ožujka održali su svoj posljednji koncert u Bjelovaru. Damir Urban nakon toga počinje sa svojom uspješnom solo karijerom, osnovavši sastav pod imenom 'Urban & 4'. Već na samom početku svoje solo karijere dobiva Porina za najbolji rock vokal, kojeg u suradnji sa sastavom En face izvodi u skladbi "S dlana Boga pala si". Također Porina dobiva i 1998. godine za najbolji rock album godine Žena dijete, koji je inače ocijenjen kao jedan od najboljih uradaka u Hrvatskoj od njene samostalnosti.

### Novije doba
Laufer se je prvi puta nakon raspada sastao 2003. godine, kada su 13. prosinca u riječkoj Dvorani Mladosti izveli skladbe "Mjesečev rog" i "Moja voda", koje su 2004. godine objavljene na disku 25. Ri Rock u nakladi Dallas Recorda. 2005. godine ponovno su se okupili i održali su nekoliko koncerata od kojih su neki na festivalu "Fiju briju" i 25. siječnja u prepunoj dvorani Doma sportova u Zagrebu. Njihov povratak popratilo je i objavljivanje kompilacije pod nazivom Epitaf na kojoj se nalaze njihove najveće uspješnice. 9. lipnja nastupaju u Rijeci na festivalu Hartera 3 koji se održao u bivšoj tvornici papira.

## Diskografija

### Singlovi
- 1993. - "Lopov Jack" / "Sve je laž" / Znam. znam" / "Moja voda" (samostalno izdanje)
- 1995. - EP (Trip / Croatia Records, CD)

### Albumi
- 1994. - The Best Off... (Corona Records)
- 1994. - Pustinje (Croatia Records)

Kompilacije
- 2005. - Epitaf (Croatia Records)

## Vanjske poveznice
- Laufer na glazbenom internet magazinu Ri Rock